# Phare de Portoferraio
Le phare de Portoferraio (en italien : Faro di Portoferraio et aussi Faro del Forte Stella) est un phare actif situé sur le rempart nord de l'ancien Fort Stella à Portoferraio, une commune de l'île d'Elbe (province de Livourne), dans la région de Toscane en Italie. Il est géré par la Marina Militare et le Parc national de l'archipel toscan.

## Histoire
Fort Stella a été construit en 1548 sous le règne de Cosme Ier de Toscane.
Le phare a été construit par Leopold II Grand Duc de Toscane en 1788. La tour est en pierre claire et dotée d'un double balcon et d'une lanterne. Elle a été restaurée en 1915. Il est entièrement automatisé et alimenté par le réseau électrique.
Il est muni d'un Système d'identification automatique pour la navigation maritime.

## Description
Le phare  est une tour cylindrique en pierre de 25 m de haut, avec double galerie et lanterne, placé au sommet de l'ancien fort. La tour est non peinte et le dôme de la lanterne octogonale est gris métallique. Il émet, à une hauteur focale de 63 m, trois éclats blancs toutes les 14 secondes. Sa portée est de 16 milles nautiques (environ 30 km) pour le feu blanc principal et 11 milles nautiques (environ 20 km) pour le feu de veille.
Sur la même tour se trouve un feu supplémentaire, un feu rouge fixe visible jusqu'à 7 milles nautiques (environ 13 km) pour avertir les navires du danger de Capo Bianco.
Identifiant : ARLHS : ITA-083 ; EF-2072 - Amirauté : E1412 - NGA : 8896 .

## Caractéristiques dufeu maritime
Fréquence : 14 secondes (W-W-W)
- Lumière : 1 seconde
- Obscurité : 2 secondes
- Lumière : 1 seconde
- Obscurité : 2 secondes
- Lumière : 1 seconde
- Obscurité : 7 secondes

|                 |
| Archipel Toscan |

|              |
| Portoferraio |

|          |
| Le phare |

### Lien connexe
- Liste des phares de l'Italie